# Azzecca-garbugli
Il dottor Azzecca-garbugli è un personaggio immaginario presente ne I promessi sposi, romanzo di Alessandro Manzoni.
Azzecca-garbugli è il soprannome di un avvocato di Lecco, chiamato, nelle prime edizioni del romanzo, dottor Pettola e dottor Duplica (nell'edizione definitiva non c'è il nome ma solo il soprannome). Il nome costituisce un'italianizzazione del termine dialettale milanese zaccagarbùj che Francesco Cherubini traduce "Scioglitore di nodi". È un personaggio letterario del tutto secondario, ma è rimasto famoso per l'abilità di Manzoni nel creare e nel descrivere la sua personalità.

## Descrizione
Viene chiamato così dai popolani per la sua capacità di sottrarre dai guai, non del tutto onestamente, le persone disoneste e potenti.
Spesso e volentieri aiuta i bravi, poiché, come don Abbondio, preferisce stare dalla parte del più forte, per evitare una brutta fine.
Renzo Tramaglino giunge da lui, nel capitolo III, per chiedere se ci sia una grida che possa condannare don Rodrigo.
Inizialmente, l'avvocato crede che Renzo sia un bravo (infatti gli domanda che fine abbia fatto il suo ciuffo, ed il giovane gli risponde di non aver portato ciuffo in vita sua), e che sia stato proprio lui a commettere il torto, e cerca di rassicurarlo sulla sua abilità nel tirarlo fuori dai guai; però, chiarito l'equivoco e sentendo nominare il potente signore, respinge il giovane perché non avrebbe potuto contrastare la sua potente autorità. Egli rappresenta quindi un uomo la cui coscienza meschina è asservita agli interessi dei potenti. Compare anche nel capitolo V quando fra Cristoforo va al palazzotto di don Rodrigo e lo trova, così come il Conte Attilio, fra gli invitati al banchetto che si sta tenendo a casa appunto di don Rodrigo.
Apparentemente, è un uomo di legge molto erudito e nel suo studio è presente una notevole quantità di libri, il cui ruolo principale è, però, quello di elementi decorativi piuttosto che di materiale di studio. Il suo tavolo invece è cosparso di fogli che impressionano gli abitanti del paese che vi si recano.
Fisicamente è definito dal Manzoni come un uomo di media età, alto, asciutto, pelato, col naso rosso e una voglia di lampone sul viso, noto simbolo del vizio del bere. Porta una toga che funge da veste da camera. Questa descrizione mette in luce una connotazione negativa e allo stesso tempo ridicola dell'avvocato. Il suo nome Azzecca-garbugli è dovuto al fatto che «azzeccare» significa "indovinare" e «garbugli» "cose non giuste", quindi: indovina cose non giuste.
Ma non sarebbe stato il Manzoni a coniare l'accoppiata tra il verbo “azzeccare” e il sostantivo “garbuglio”. Il termine era già stato usato da Niccolò Machiavelli che, in un passo delle Legazioni (1510), scrive: “Voi sapete che i mercatanti vogliono fare le cose loro chiare e non azzeccagarbugli”. Manzoni era un conoscitore dell'opera di Machiavelli ed è probabile che sia stato ispirato dal citato passo. Non si dimentichi, infatti, che nella prima stesura dei Promessi Sposi il personaggio si chiamava “dottor Pettola” non Azzecca-garbugli.
È un leguleio, un parassita seicentesco, uomo di tal secolo anche nel suo distinguere formale. La sua psicologia è la più vicina a quella di don Abbondio, ma il pauroso è qui diventato il diplomatico servitore di signori e non loro vittima. Ha l'egoismo fisiologico del beone e del parassita; sulla sua psicologia di parassita s'innesta la sua prudenza vile. Egli teme il signore potente e volge l'istruzione contro i deboli in favore dell'oppressore. Nel Capitolo V il brindisi finale nel palazzotto di don Rodrigo, a cui partecipa Azzecca-garbugli, ha la pompa ed il vacuo formalismo del secolo.
Morirà di peste verso la fine del romanzo.

## Riferimenti nella cultura di massa
Nel capitolo V, Renzo parla a fra Cristoforo prima che questi si rechi al palazzotto di don Rodrigo e, riferendosi a Azzecca-garbugli, lo definisce signor dottor delle cause perse, da cui l'espressione avvocato delle cause perse, oggi usata per indicare un legale poco vincente. Dal personaggio deriva il termine azzeccagarbugli, utilizzato per definire un avvocato di poco valore o più interessato al proprio interesse che a quello dei clienti.